# Exégète d'Athènes
 (juin 2024).
Les exégètes, en grec ancien : ἐξηγητής, sont des magistrats religieux, choisis sur une liste de 10, de la démocratie athénienne. Ils sont chargés de la conservation ainsi que de l'étude des textes sacrés et pratiquent de fait l'exégèse.
Ils ont la tâche d’expliquer leurs traditions aux Athéniens, à titre public ou privé, et sont consultés notamment pour connaître les rites de purification.